# Dognon
Der Dognon ist ein Fluss in Frankreich, der im Département Corrèze in der Region Nouvelle-Aquitaine verläuft. Er entspringt im Regionalen Naturpark Millevaches en Limousin, im Gemeindegebiet von Aix, entwässert generell in südöstlicher Richtung und mündet nach rund 26 Kilometern im Gemeindegebiet von Monestier-Port-Dieu, im Staubereich der Barrage de Bort-les-Orgues, als rechter Nebenfluss in die Dordogne.

## Orte am Fluss
- Aix
- Saint-Étienne-aux-Clos
- Thalamy
- Monestier-Port-Dieu